# Eewoud Teellinck
Eewoud Teellinck, född omkring 1573 i Zierikzee, död där 7 januari 1629, var en nederländsk jurist; bror till Willem Teellinck. 
Vid sidan av sin verksamhet som ansedd rättslärd och ämbetsman gjorde sig Teellinck, under pseudonymen Ireneus Philaletius, känd som framstående asketisk skriftställare.